# 62 Aquilae
62 Aquilae, som är stjärnans Flamsteed-beteckning, är en ensam stjärna belägen i den mellersta delen av stjärnbilden Örnen. Den har en skenbar magnitud på ca 5,67 och är mycket svagt synlig för blotta ögat där ljusföroreningar ej förekommer. Baserat på parallax enligt Gaia Data Release 2 på ca 7,7 mas, beräknas den befinna sig på ett avstånd på ca 423 ljusår (ca 130 parsek) från solen.

## Egenskaper
62 Aquilae är en orange  till gul jättestjärna av spektralklass K4 III, som har förbrukat förrådet av väte i dess kärna och utvecklats bort från huvudserien. Den har en massa som är ca 0,89 solmassor, en radie som är ca 23 solradier och utsänder ca 153 gånger mera energi än solen från dess fotosfär vid en effektiv temperatur av ca 4 200 K.
62 Aquilae är en misstänkt variabel (VAR:), som har visuell magnitud +5,68 och varierar utan fastställd amplitud eller periodicitet.